# William Lumley
William Lumley fue un oficial del Ejército Británico que tuvo una rápida y destacada carrera a finales del siglo XVIII y comienzos del XIX. Adquirió reputación de valor y profesionalismo en las campañas de Irlanda, Egipto, Sudáfrica, Sudamérica, Italia, Portugal y España, tras lo que se desempeñó como gobernador de Bermudas.

## Biografía
William Lumley nació el 28 de agosto de 1769, séptimo hijo de Richard Lumley-Saunderson (1737 - 1782), IV conde de Scarborough y su esposa Barbara Savile, hija de George Savile y Margaret Pratt. Era hermano del capitán Thomas Lumley.
Tras estudiar en el Colegio Eton se incorporó a las fuerzas armadas y en 1787 revistaba como corneta en el Regimiento 10 de Dragones Ligeros. Su carrera, en tiempos en que podían comprarse las promociones, fue rápida. En 1790 fue promovido a teniente en esa unidad, en 1793 fue nuevamente ascendido a capitán del regimiento y al año siguiente al grado de mayor, ya incorporada Gran Bretaña a la Primera Coalición contra Francia tras el estallido de las Guerras Revolucionarias Francesas, aunque permaneció con media paga durante 1794.
En 1795 Lumley fue transferido al Regimiento 22 de Dragones Ligeros con el grado de teniente coronel y en 1798 fue enviado a Irlanda para sofocar la rebelión liderada por la Society of the United Irishmen.
Tras patrullar con su tropas el territorio, el 7 de junio de 1798 se encontraba en Antrim cuando la ciudad fue atacada por un ejército rebelde de 4000 hombres al mando de Henry Joy McCracken. 
Lumley recibió el mando de la caballería y encabezó una carga contra los atacantes para cubrir la retirada de los defensores de la ciudad, soldados regulares, milicias leales a los británicos y voluntarios, al Castillo de Antrim.
Los piqueros irlandeses encabezaron un contraataque contra las fuerzas de Lumley, quien fue gravemente herido. La llegada de refuerzos de Belfast que dispersaron finalmente las tropas de los Irlandeses Unidos permitió que salvara su vida.
Dos años después, Lumley se había recuperado de sus heridas y en 1801 encabezó su regimiento durante la invasión que el general Ralph Abercromby efectuó contra Egipto, ocupado por Napoleón Bonaparte en la Campaña napoleónica en Egipto y Siria. En 1802 su regimiento desapareció y con media paga hasta 1803 fue transferido al mando del Regimiento 2 de Reserva que mantuvo hasta 1804, cuando también desapareció esa unidad, aunque personalmente persuadió a 400 de sus hombres a reenlistarse.
Ese año casó con Mary Sutherland, de Ulverstone. En 1805 fue ascendido al grado de mayor general y destinado al mando de una brigada estacionada en Londres nuevamente con media paga pero a finales de ese año se unió voluntariamente a la expedición a Sudáfrica que al mando del teniente general David Baird recapturó la colonia holandesa de Cabo de Buena Esperanza. En esa campaña luchó en la Batalla de Blaauwberg del 8 de enero de 1806 que permitió a los británicos controlar rápidamente el Cabo.
Se unió luego al estado mayor en la fuerte expedición que al mando del general John Whitelocke invadió nuevamente el Río de la Plata tras el fracaso del ataque de 1806.
Tras el desastroso ataque a Buenos Aires de julio de 1807 y el fracaso de la segunda invasión regresó a su patria donde había muerto su esposa. Lumley no fue considerado con responsabilidad alguna en la dura derrota por lo que pasó a servir en Malta en 1808. Allí fue puesto al frente de una brigada de caballería ligera que se sumó a un pequeño ejército que al mando del comandante de las fuerzas armadas británicas en el Mediterráneo Sir John Stuart desembarcó en Sicilia e invadió Italia y conquistó Ischia, manteniendo sus posiciones hasta 1809, año en que debió retirarse. En 1809 fue ascendido a mayor general. 
Tras permanecer brevemente en Inglaterra pasó a España. En la Guerra de la Independencia Española, sirviendo bajo el mando de Arthur Wellesley comandó la 2° División entre septiembre de 1810 y mayo de 1811. Participó de la campaña que terminó en el segundo sitio de Badajoz y lideró el infructuoso ataque al bastión de San Cristóbal en esa ciudad. A pocos días de la Batalla de La Albuera del 16 de mayo de 1811 fue nombrado comandante de la caballería aliada en reemplazo de Robert Ballard Long, depuesto por William Beresford por incompetente. Durante la batalla, Lumley sostuvo el ala derecha tras la destrucción de la brigada de Daniel Hoghton y protegió los flancos de las fuerzas de Beresford en las etapas finales de la acción. Pocos días después, el 25 de mayo, se vio envuelto nuevamente en combate liderando las fuerzas aliadas en la batalla de Usagre en la que obtuvo una completa victoria sobre las tropas francesas comandadas por el mayor general Marie Victor de Fay, marqués de Latour-Maubourg.
Sería su última intervención en combate. Con su salud deteriorada en junio volvió a su anterior puesto en el que permaneció hasta octubre de 1811, cuando fue repatriado por invalidez. 
Lumley estuvo varios años recuperándose de los problemas de salud que había sufrido en la Península, convirtiéndose en cortesano como ayuda de cámara de la familia real.
En 1814 fue promovido a teniente general y en 1815 nombrado caballero gran cruz de la Orden del Baño. En 1817 casó con Louisa Margaret Cotton, viuda del coronel Lynch Cotton. Entre 1819 y 1825 se desempeñó como gobernador y comandante en jefe en Bermudas. Debió dejar su cargo tras ser enjuiciado por interferir ilegalmente en los asuntos eclesiásticos de la isla y condenado a pagar una multa de 1000 £.
Durante su retiro, Lumley fue nombrado coronel honorario de varias unidades: el 3 batallón de reserva, el Real Regimiento de Exploradores de las Indias Occidentales (Royal West India Rangers), el Regimiento 6 (Inniskillings) de Dragones y el Regimiento 1 de Dragones de la Guardia del Rey. 
En 1831 recibió la Gran Cruz de Caballero y en 1837 fue promovido al grado de general. En 1842 pasó a retiro definitivo y murió el 15 de diciembre de 1850 en su casa de Grosvenor Square sin dejar descendencia. Sus restos descansan en las catacumbas B del cementerio de Kensal Green.